# Parafia Greckokatolicka św. Mikołaja w Kaliszu
Parafia Greckokatolicka świętego Mikołaja w Kaliszu – parafia greckokatolicka w Kaliszu 
 Parafia należy do eparchii wrocławsko-koszalińskiej i znajduje się na terenie dekanatu poznańskiego.

## Świątynia parafialna
Nabożeństwa odbywają się w rzymskokatolickiej katedrze pw. św. Mikołaja.